# Olympische Winterspiele 1988/Eishockey
Die Olympischen Winterspiele 1988 fanden in Calgary in Kanada statt. Das olympische Eishockeyturnier wurde dabei in der Zeit vom 13. bis 28. Februar ausgetragen. Zwölf Mannschaften nahmen an diesem Turnier teil.

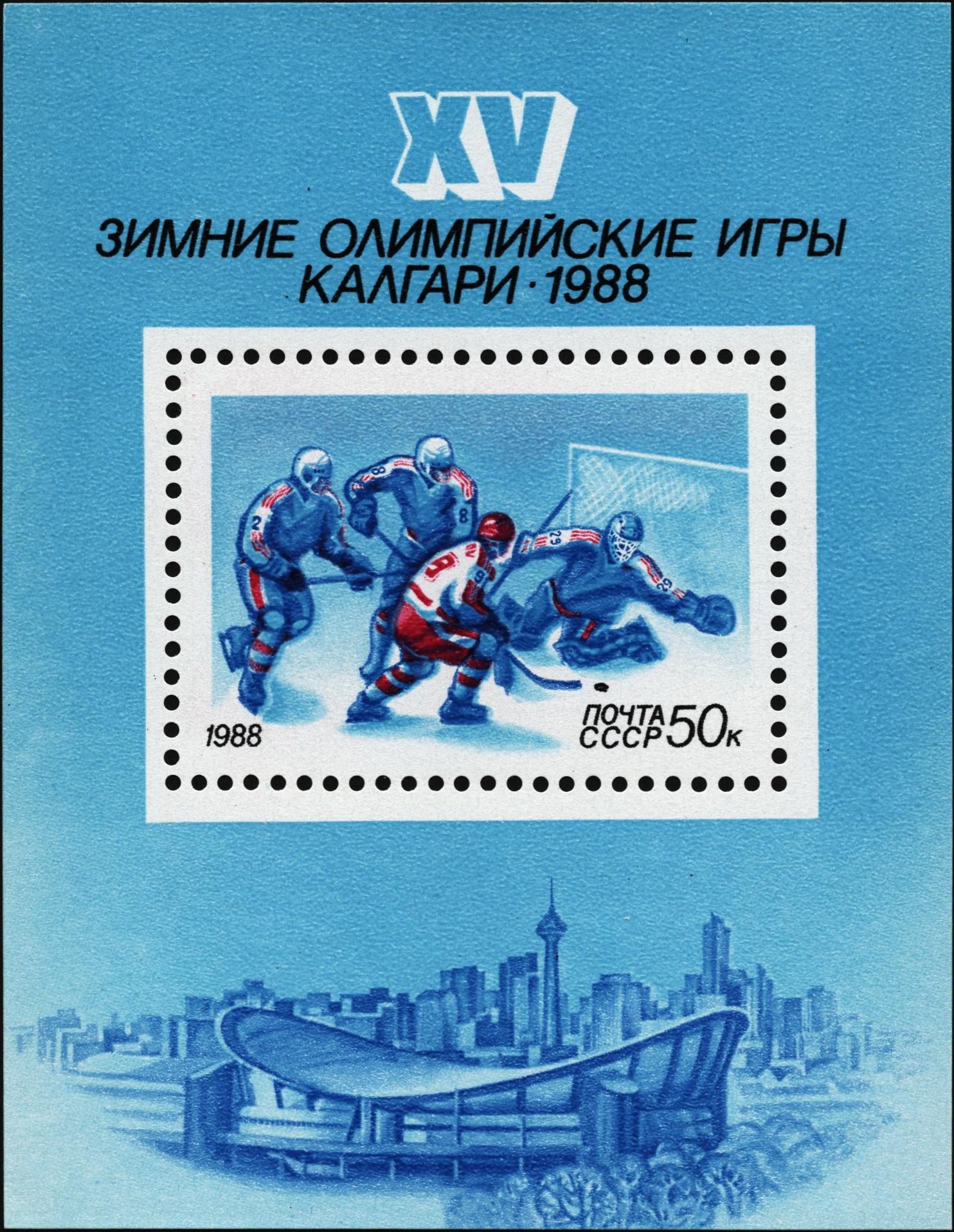
Sowjetische Briefmarke zum olympischen Eishockeyturnier

Neben Gastgeber Kanada und den sieben übrigen Mannschaften der vergangenen A-Weltmeisterschaften waren auch die drei bestplatzierten Teams der B-Gruppe teilnahmeberechtigt. Der letzte Startplatz wurde in einer Qualifikation zwischen dem B-Gruppen-Vierten und dem Sieger der C-Gruppe ausgespielt.
Im Vergleich zum vorangegangenen Olympiaturnier wurde die Finalrunde von vier auf sechs Mannschaften erweitert, so dass auch die beiden Drittplatzierten der beiden Vorrundengruppen um die Medaillen mitspielten. Die Viert-, Fünft- und Sechstplatzierten spielten dann im jeweiligen direkten Vergleich die weiteren Platzierungen aus. Die TV-Anstalten konnten durchsetzen, dass in der Platzierungsrunde statt des vorgesehenen, aus deren Sicht „unattraktiven Vormittags-Matches“ von Kanada gegen die BRD am 24. Februar die Kanadier erst am Abend dieses Tages gegen die Sowjetunion spielen konnten und am 26. Februar das Match gegen die BRD auszutragen hatten. Finnland blieb mit seinen Protestdrohungen auf der Strecke, Deutschlands Trainer Xaver Unsinn sprach von „Wettbewerbsverzerrung“.
Das Turnier wurde von einem Dopingfall überschattet, als der polnische Spieler Jarosław Morawiecki nach dem Spiel gegen Frankreich positiv getestet wurde. Morawiecki wurde gesperrt und das Spiel für Polen mit 0:2 Punkten und 0:2 Toren als verloren gewertet. Dagegen behielt für Frankreich das tatsächliche Ergebnis von 2:6 weiterhin Gültigkeit.
Die Mannschaft aus der UdSSR gewann bei diesem Turnier gewohnt souverän ihre mittlerweile siebte Goldmedaille und avancierte damit zum alleinigen Rekord-Olympiasieger. Die entthronten Kanadier konnten dagegen ihren Heimvorteil nicht nutzen und blieben ohne Medaille. Überraschend war der Gewinn der Silbermedaille für die Finnen, die damit ihre erste Medaille bei einem großen Turnier (Olympiaturnier oder Weltmeisterschaft) überhaupt erringen konnten, aber auch davon profitierten, dass sie gegen den bereits feststehenden Olympiasieger ihr Schlussmatch gewannen. Neben Gastgeber Kanada sorgten die Tschechoslowaken für eine weitere Turnierenttäuschung, als diese mit dem sechsten Platz ihre bis dato schlechteste Olympiaplatzierung seit 1928 erzielten.

## Qualifikation
Die Qualifikationsspiele wurden in Ratingen ausgetragen.
| 9. April 1987  | Frankreich Pouget, Richer (2 ×), Dupuis, Bordeleau, Almasy (2 ×) | – | Japan Unjo, Nakasato, Tonosaki, Royama | 7:4 | (1:1,4:2,2:1) |
| 10. April 1987 | Frankreich Bordeleau, Almasy                                     | – | Japan Ebina, Suzuki (2 ×)              | 2:3 | (1:2,1:1,0:0) |

Damit konnte sich Frankreich für das olympische Turnier qualifizieren.

## Olympisches Eishockeyturnier

### Vorrunde

#### Gruppe A
| 14. Februar 1988 | Schweden | – | Frankreich | 13:2 | (1:1,9:1,3:0) |
|                  | Kanada   | – | Polen      | 1:0  | (1:0,0:0,0:0) |
|                  | Finnland | – | Schweiz    | 1:2  | (0:2,0:0,1:0) |
| 16. Februar 1988 | Schweden | – | Polen      | 1:1  | (0:0,1:1,0:0) |
|                  | Kanada   | – | Schweiz    | 4:2  | (0:0,1:1,3:1) |
|                  | Finnland | – | Frankreich | 10:1 | (4:0,4:0,2:1) |
| 18. Februar 1988 | Polen    | – | Frankreich | 6:21 | (1:0,1:0,4:2) |
|                  | Schweden | – | Schweiz    | 4:2  | (3:0,1:1,0:1) |
|                  | Kanada   | – | Finnland   | 1:3  | (0:3,1:0,0:0) |
| 20. Februar 1988 | Schweden | – | Finnland   | 3:3  | (1:0,2:2,0:1) |
|                  | Kanada   | – | Frankreich | 9:5  | (7:3,0:1,2:1) |
|                  | Schweiz  | – | Polen      | 4:1  | (4:0,0:0,0:1) |
| 22. Februar 1988 | Finnland | – | Polen      | 5:1  | (1:1,2:0,2:0) |
|                  | Kanada   | – | Schweden   | 2:2  | (1:1,0:1,1:0) |
|                  | Schweiz  | – | Frankreich | 9:0  | (1:0,3:0,5:0) |

1) wegen Dopings für Polen mit 0:2 Punkten und 0:2 Toren gewertet
| Pl | Mannschaft | Sp | S | U | N | Tore  | Diff | Pkt. |
| -- | ---------- | -- | - | - | - | ----- | ---- | ---- |
| 1. | Finnland   | 5  | 3 | 1 | 1 | 22:08 | +14  | 7:03 |
| 2. | Schweden   | 5  | 2 | 3 | 0 | 23:10 | +13  | 7:03 |
| 3. | Kanada     | 5  | 3 | 1 | 1 | 17:12 | +05  | 7:03 |
| 4. | Schweiz    | 5  | 3 | 0 | 2 | 19:10 | +09  | 6:04 |
| 5. | Polen      | 5  | 0 | 1 | 4 | 03:13 | −10  | 1:09 |
| 6. | Frankreich | 5  | 0 | 0 | 5 | 10:47 | −37  | 0:10 |

#### Gruppe B
| 13. Februar 1988 14:30 Uhr | Tschechoslowakei Jiří Hrdina (16:01) | 1:2 (1:0, 0:1, 0:1) | BR Deutschland Helmut Steiger (25:39) Peter Schiller (52:59) | Olympic Saddledome, Calgary Zuschauer: 3.000 |

| 13. Februar 1988 16:30 Uhr | Norwegen | 0:5 (0:0, 0:3, 0:2) | UdSSR Alexei Gussarow (22:34) Alexander Mogilny (23:30) Wladimir Krutow (37:13) Andrei Chomutow (45:00) Igor Stelnow (47:29) | Stampede Corral, Calgary Zuschauer: 7.000 |

| 13. Februar 1988 | USA              | – | Österreich       | 10:6 | (2:1,4:0,4:5) |
| 15. Februar 1988 | BR Deutschland   | – | Norwegen         | 7:3  | (2:0,3:1,2:2) |
|                  | UdSSR            | – | Österreich       | 8:1  | (3:1,5:0,0:0) |
|                  | Tschechoslowakei | – | USA              | 7:5  | (1:3,2:1,4:1) |
| 17. Februar 1988 | BR Deutschland   | – | Österreich       | 3:1  | (1:1,1:0,1:0) |
|                  | Tschechoslowakei | – | Norwegen         | 10:1 | (1:0,5:0,4:1) |
|                  | UdSSR            | – | USA              | 7:5  | (2:0,4:2,1:3) |
| 19. Februar 1988 | Tschechoslowakei | – | Österreich       | 4:0  | (2:0,1:0,1:0) |
|                  | UdSSR            | – | BR Deutschland   | 6:3  | (2:1,2:1,2:1) |
|                  | USA              | – | Norwegen         | 6:3  | (1:0,3:2,2:1) |
| 21. Februar 1988 | UdSSR            | – | Tschechoslowakei | 6:1  | (2:0,3:0,1:1) |
|                  | Österreich       | – | Norwegen         | 4:4  | (1:1,1:2,2:1) |
|                  | BR Deutschland   | – | USA              | 4:1  | (2:0,0:0,2:1) |

| Pl | Mannschaft       | Sp | S | U | N | Tore  | Diff | Pkt. |
| -- | ---------------- | -- | - | - | - | ----- | ---- | ---- |
| 1. | Sowjetunion      | 5  | 5 | 0 | 0 | 32:10 | +22  | 10:0 |
| 2. | BR Deutschland   | 5  | 4 | 0 | 1 | 19:12 | +07  | 08:2 |
| 3. | Tschechoslowakei | 5  | 3 | 0 | 2 | 23:14 | +09  | 06:4 |
| 4. | USA              | 5  | 2 | 0 | 3 | 27:27 | ±0   | 04:6 |
| 5. | Österreich       | 5  | 0 | 1 | 4 | 12:29 | −17  | 01:9 |
| 6. | Norwegen         | 5  | 0 | 1 | 4 | 11:32 | −21  | 01:9 |

### Platzierungsspiele
Spiel um Platz 11
| 23. Februar 1988 14:15 Uhr | Frankreich 2:19 Derek Haas 9:47 Peter Almásy 24:29 Franck Pajonkowski 29:44 Franck Pajonkowski 34:37 Franck Pajonkowski 40:43 Franck Pajonkowski Derek Haas (PS) | 7:6 n. P. (0:2, 3:3, 3:1, 1:0) | Norwegen 26:03 Arne Billkvam 35:18 Morgan Andersen 39:43 Jarle Friis 42:21 Lars Bergseng 46:46 Geir Hoff 55:58 Sigurd Thinn | Father David Bauer Olympic, Calgary Zuschauer: 2.000 |

| Spiel um Platz 9 | Spiel um Platz 9 | Spiel um Platz 9 | Spiel um Platz 9 | Spiel um Platz 9 | Spiel um Platz 9 |
| ---------------- | ---------------- | ---------------- | ---------------- | ---------------- | ---------------- |
| 23. Februar 1988 | Österreich       | –                | Polen            | 3:2              | (0:1, 3:1, 0:0)  |
| Spiel um Platz 7 |                  |                  |                  |                  |                  |
| 25. Februar 1988 | USA              | –                | Schweiz          | 8:4              | (2:1, 3:0, 3:3)  |

### Finalrunde um die Plätze 1–6
| 24. Februar 1988 | Finnland | – | BR Deutschland   | 8:0 | (3:0,3:0,2:0) |
|                  | Schweden | – | Tschechoslowakei | 6:2 | (0:1,3:0,3:1) |
|                  | Kanada   | – | UdSSR            | 0:5 | (0:0,0:2,0:3) |
| 26. Februar 1988 | Kanada   | – | BR Deutschland   | 8:1 | (1:0,4:1,3:0) |
|                  | UdSSR    | – | Schweden         | 7:1 | (4:0,1:0,2:0) |
|                  | Finnland | – | Tschechoslowakei | 2:5 | (0:1,1:2,1:2) |
| 27. Februar 1988 | Kanada   | – | Tschechoslowakei | 6:3 | (3:1,1:2,2:0) |
| 28. Februar 1988 | Schweden | – | BR Deutschland   | 3:2 | (0:1,1:1,2:0) |
|                  | UdSSR    | – | Finnland         | 1:2 | (0:0,0:1,1:1) |

(direkte Vergleiche der Vorrunde wurden übernommen)
Tabelle der Finalrunde
| Pl | Mannschaft       | Sp | S | U | N | Tore  | Diff | Pkt. |
| -- | ---------------- | -- | - | - | - | ----- | ---- | ---- |
| 1. | Sowjetunion      | 5  | 4 | 0 | 1 | 25:07 | +18  | 8:2  |
| 2. | Finnland         | 5  | 3 | 1 | 1 | 18:10 | +8   | 7:3  |
| 3. | Schweden         | 5  | 2 | 2 | 1 | 15:16 | −1   | 6:4  |
| 4. | Kanada           | 5  | 2 | 1 | 2 | 17:14 | +3   | 5:5  |
| 5. | BR Deutschland   | 5  | 1 | 0 | 4 | 08:26 | −18  | 2:8  |
| 6. | Tschechoslowakei | 5  | 1 | 0 | 4 | 12:22 | −10  | 2:8  |

### Statistik
| Name                  | Team             | Sp | T | A | Pkt | SM |
| --------------------- | ---------------- | -- | - | - | --- | -- |
| Wladimir Krutow       | UdSSR            | 8  | 6 | 9 | 15  | 0  |
| Igor Larionow         | UdSSR            | 8  | 4 | 9 | 13  | 4  |
| Wjatscheslaw Fetissow | UdSSR            | 8  | 4 | 9 | 13  | 6  |
| Corey Millen          | USA              | 8  | 6 | 5 | 11  | 4  |
| Dušan Pašek           | Tschechoslowakei | 8  | 6 | 5 | 11  | 8  |
| Sergei Makarow        | UdSSR            | 8  | 3 | 8 | 11  | 10 |
| Erkki Lehtonen        | Finnland         | 8  | 4 | 6 | 10  | 2  |
| Anders Eldebrink      | Schweden         | 8  | 4 | 6 | 10  | 4  |
| Igor Liba             | Tschechoslowakei | 8  | 4 | 6 | 10  | 8  |
| Gerd Truntschka       | BR Deutschland   | 8  | 3 | 7 | 10  | 10 |

## Abschlussplatzierung und Kader der Mannschaften
| Platzierung    | Mannschaft       | Spieler |
| -------------- | ---------------- | --- |
| Goldmedaille   | UdSSR            | Sergei Mylnikow, Vitālijs Samoilovs – Ilja Bjakin, Igor Stelnow, Wjatscheslaw Fetissow, Alexei Gussarow – Alexei Kassatonow, Sergei Starikow, Wjatscheslaw Bykow, Sergei Jaschin, Waleri Kamenski, Sergei Swetlow, Alexander Tschornych, Andrei Chomutow, Igor Larionow, Andrei Lomakin, Sergei Makarow, Alexander Mogilny, Anatoli Semjonow, Alexander Koschewnikow, Igor Krawtschuk, Wladimir Krutow Trainerstab: Wiktor Tichonow, Igor Dmitrijew |
| Silbermedaille | Finnland         | Jarmo Myllys, Jukka Tammi – Timo Blomqvist, Kari Eloranta, Jyrki Lumme, Jukka Virtanen, Arto Ruotanen, Reijo Ruotsalainen, Simo Saarinen – Kai Suikkanen, Raimo Helminen, Iiro Järvi, Esa Keskinen, Erkki Laine, Kari Laitinen, Erkki Lehtonen, Reijo Mikkolainen, Janne Ojanen, Timo Susi, Pekka Tuomisto, Teppo Numminen, Jari Torkki Trainerstab: Pentti Matikainen                                                                              |
| Bronzemedaille | Schweden         | Peter Lindmark, Peter Åslin, Anders Bergman – Peter Andersson, Anders Eldebrink, Lars Ivarsson, Lars Karlsson, Mats Kihlström – Tommy Samuelsson, Mikael Andersson, Bo Berglund, Jonas Bergqvist, Peter Eriksson, Michael Hjälm, Mikael Johansson, Lars Molin, Lars-Gunnar Pettersson, Thomas Rundqvist, Ulf Sandström, Håkan Södergren, Jens Öhling, Thomas Eriksson, Thom Eklund Trainerstab: Tommy Sandlin, Curt Lindström                       |
| 4              | Kanada           | Andy Moog, Sean Burke – Serge Roy, Zarley Zalapski, Chris Felix, Randy Gregg, Trent Yawney – Tim Watters, Tony Stiles, Serge Boisvert, Marc Habscheid, Gord Sherven, Ken Yaremchuk, Ken Berry, Merlin Malinowski, Steve Tambellini, Brian Bradley, Wally Schreiber, Bob Joyce, Jim Peplinski, Claude Vilgrain, Vaughn Karpan Trainerstab: Dave King, Guy Charron, Tom Watt                                                                          |
| 5              | BR Deutschland   | Helmut de Raaf, Karl Friesen, Josef Schlickenrieder – Udo Kießling, Ron Fischer, Harold Kreis, Andreas Niederberger, Joachim Reil, Dieter Medicus, Horst-Peter Kretschmer, Manfred Schuster – Gerd Truntschka, Dieter Hegen, Helmut Steiger, Georg Franz, Peter Obresa, Georg Holzmann, Roy Roedger, Christian Brittig, Peter Draisaitl, Bernd Truntschka, Manfred Wolf Trainerstab: Xaver Unsinn                                                   |
| 6              | Tschechoslowakei | Dominik Hašek, Jaromir Šindel, Petr Bříza – Antonín Stavjaňa, Jaroslav Benák, Mojmír Božik, Miloslav Hořava, Bedřich Ščerban, Rudolf Suchánek – Eduard Uvíra, Dušan Pašek, Igor Liba, Vladimír Růžička, Jiří Hrdina, Jiŕí Šejba, Oto Haščák, Petr Vlk, Petr Rosol, Jiří Lála, David Volek, Rostislav Vlach, Jiŕí Doležál, Radim Raděvič Trainerstab: Ján Starší, František Pospíšil                                                                 |
| 7              | USA              | Mike Richter, Chris Terreri, John Blue – Brian Leetch, Scott Young, Jeff Norton, Greg Brown – Guy Gosselin, Peter Laviolette, Eric Weinrich, Corey Millen, Tony Granato, Brad MacDonald, Scott Fusco, Dave Snuggerud, Allen Bourbeau, Craig Janney, Kevin Miller, Kevin Stevens, Clark Donatelli, Steve Leach, Todd Okerlund, Jim Johannson Trainerstab: Dave Peterson, Jeff Sauer, Ben Smith                                                       |
| 8              | Schweiz          | Patrice Brasey, André Künzi, Jakob Kölliker, Fausto Mazzoleni, Andreas Ritsch, Bruno Rogger, Philipp Neuenschwander, Gaëtan Boucher, Manuele Celio, Thomas Vrabec, Jörg Eberle, Felix Hollenstein, Peter Jaks, Roman Wäger, Markus Leuenberger, Fredy Lüthi, Gil Montandon, Peter Schlagenhauf, Urs Burkart, Pietro Cunti, Olivier Anken, Richard Bucher                                                                                            |
| 9              | Österreich       | Robert Mack, Brian Stankiewicz, Andreas Salat – Konrad Dorn, Bernard Hutz, Martin Platzer, Robin Sadler, Michael Shea, Hans Sulzer – Gert Kompajn, Peter Znenahlik, Thomas Cijan, Kelly Greenbank, Kurt Harand, Werner Kerth, Rudolf König, Günter Koren, Ed Lebler, Manfred Mühr, Herbert Pöck, Gerhard Pusnik, Peter Raffl, Silvio Szybisti Trainerstab: Luděk Bukač, Bill Giligan                                                                |
| 10             | Frankreich       | Patrick Foliot, Daniel Maric, Jean-Marc Djian – Stéphane Botteri, Steven Woodburn, Michel Leblanc, Jean-Philippe Lemoine – Pierre Schmitt, Jean-Christophe Lerondeau, Peter Almásy, Paulin Bordeleau, Philippe Bozon, Guy Dupuis, Derek Haas, Stéphane Lessard, Franck Pajonkowski, André Peloffy, Christian Pouget, Antoine Richer, Christophe Ville Trainerstab: Kjell Larsson                                                                    |
| 11             | Polen            | Andrzej Hanisz, Gabriel Samolej, Franciszek Kukla, Robert Szopiński, Marek Cholewa, Henryk Gruth, Andrzej Kądziołka, Jerzy Potz, Andrzej Świątek, Jacek Szopiński, Janusz Adamiec, Roman Steblecki, Jerzy Christ, Mirosław Copija, Leszek Jachna, Marek Stebnick, Piotr Kwasigroch, Ireneusz Pacula, Krzysztof Podsiadło, Krystian Sikorski, Jan Stopczyk, Jarosław Morawiecki                                                                      |
| 12             | Norwegen         | Jarl Eriksen, Vern Mott – Cato Tom Andersen, Morgan Andersen, Tor Helge Eikeland, Åge Ellingsen, Tommy Skaarberg, Truls Kristiansen – Kim Søgaard, Petter Salsten, Jørgen Salsten, Arne Billkvam, Stephen Foyn, Jarle Friis, Rune Gulliksen, Geir Hoff, Roy Johansen, Erik Kristiansen, Ørjan Løvdal, Sigurd Thinn, Petter Thoresen, Marius Voigt, Lars Bergseng Trainerstab: Lennart Åhlberg, Tore Jobs                                            |